# Offshore Racing Congress
O Offshore Racing Congress (ORC) é um órgão internacional para o desporto da vela de competição e é responsável por estabelecer e manter o abono e os padrões de classificação usados para definir categorias de abono de regatas de cruzeiro offshore, ou seja, de mar   (oceanicas ou costeiras) em oposição às regatas em águas abrigadas - interiores.

## Abono e Classificações
O ORC foi criado em 1969 para criar um padrão único internacional de abono para combinar os dois padrões de abono preexistentes dominantes : o do Cruising Club of America, que cobria as Américas do Norte e do Sul, e o padrão do Royal Ocean Racing Club para a Europa e as Antípodas.
O conjunto de regras combinadas, a  International Offshore Rule ou IOR, foi inicialmente bem-sucedido. O ORC desenvolveu o Sistema Internacional de Medição (IMS) no início da década de 1990 que foi amplamente utilizado até o início dos anos 2000, usando um programa de previsão de velocidade ou VPP. Embora ainda seja mantido, o IMS  foi amplamente substituído pela Offshore Racing Congress Rule nas suas formas International e, mais simples, Club . Estes conjuntos de regras mais recentes são baseados no mesmo VPP  do IMS. O VPP é usado "para classificar barcos de diferentes características em tamanho, formato e configuração do casco e apêndices, estabilidade, medição do mastro e das velas, instalação da hélice e muitos outros detalhes que afetam sua velocidade teórica".
Em conjunto com o IMS, o ORC International e ORC Club, o ORC é também a única autoridade reconhecida pela Federação Internacional de Vela - World Sailing (WS) para a administração das Regras das Classes do Grande Prémio ORC e dos Regulamentos, medidas e classes afins.

## Publicações ORC
Regras e regulamentos do ORC
Para além das Regras de Classificação do IMS e do ORC, o ORC também publica "As Regras do Campeonato ORC, o Anúncio de Regata Padrão, as Instruções de Regata Padrão e as Classes ORC" ou "Livro Verde", a documentação do VPP e outros softwares e documentação relacionada, bem como uma série de conjuntos de dados técnicos, incluindo sua Folha de Dados (Datasheet) de Estabilidade e Hidrostática.

## Organização
O ORC é composto por um Congresso e Oficiais, vários Comitês, Medidores Chefes e Gabinetes de Classificação.

### Congresso e Oficiais
Congresso e Oficiais do ORC
O presidente honorário do Congresso é atualmente o rei Harald V da Noruega . Bruno Finzi ocupa o cargo de presidente desde 2002. O congresso inclui representantes nacionais e dois representantes da World Sailing (WS).

### Comitês
Comitês ORC
Além do Comitê de Gestão Geral, outros comitês abrangem "Classes e Eventos Offshore", "Gestão de Regatas", "Regulamentos Especiais", "Medição" e "Promoção e Desenvolvimento". Questões técnicas gerais, incluindo a responsabilidade pela manutenção e desenvolvimento do VPP e outros softwares, são abrangidas pelo "Comitê Técnico Internacional" (ITC), presidido por Andy Claughton. Existem também vários grupos de trabalho.

### Medidores e Gabinetes de Classificação (Rating Offices)
Oficiais de Classificação do ORC (Rating Officers) 
O 'Central Rating Office' estabelece os Rating Offices delegados em cada país com regatas offshore activas. Os gabinetes de classificação emitem certificados ORC International e ORC Club e administram as respectivas frotas nacionais supervisionando a medição e a classificação dos veleiros. Para países onde não há um Gabinete de Classificação nacional estabelecido, o escritório central de Classificação do ORC pode dar suporte na emissão de certificados e supervisão de medições. Um "Medidor Chefe" preside o Comitê de Medição. O actual Medidor Chefe é Zoran Grubiša. Os Medidores Chefes Nacionais são estabelecidos em cada Gabinete Nacional de Classificação (National Rating Office).

## Eventos
O ORC organiza vários eventos, e os principais podem ser agrupados da seguinte forma:
- Campeonatos Mundiais actualmente organizados
  - Campeonatos Mundiais ORCi
  - Campeonato Mundial de Dois Tripulantes ORCi
- Antigos Campeonatos Mundiais organizados
  - Copa de 1/4 tonelada
  - Copa de 1/2 tonelada
  - Copa de 3/4 de tonelada
  - Copa de 1 tonelada
  - Copa de 2 toneladas
  - Campeonato Mundial IMS
  - Campeonato Mundial ILC Maxi
  - Campeonato Mundial IMS 30
  - Campeonato Mundial IMS 50
  - Campeonato Mundial IMS 500
  - Campeonato Mundial IMS 600
  - Campeonato Mundial IMS 670
  - Campeonato Mundial de Equipe Offshore da ISAF
- Campeonatos Continentais
  - ORCi Europeu
  - ORC europeus de Barcos Desportivos (Sportboats)
- Campeonatos Nacionais
- Organizado por outros, os seguintes eventos de ponta atualmente usam os Sistemas de Classificação ORC

## Links externos
- Sistema Internacional de Medição IMS 2023
- Sistema de classificação ORC 2023
- Regra da classe ORC Sportboat de 2023
- Regra de superiates ORC 2023
- Livro Verde 2023